# Xanthoxalis florida
Xanthoxalis florida là một loài thực vật có hoa trong họ Chua me đất. Loài này được (Salisb.) Moldenke miêu tả khoa học đầu tiên năm 1943.